# Ausztrália a 2006. évi téli olimpiai játékokon
Ausztrália az olaszországi Torinóban megrendezett 2006. évi téli olimpiai játékok egyik részt vevő nemzete volt. Az országot az olimpián 10 sportágban 40 sportoló képviselte, akik összesen 2 érmet szereztek.

## Érmesek
| Érem  | Versenyző       | Sportág      | Versenyszám |
| ----- | --------------- | ------------ | ----------- |
| Arany | Dale Begg-Smith | Síakrobatika | Férfi mogul |
| Bronz | Alisa Camplin   | Síakrobatika | Női ugrás   |

## Alpesisí
Férfi
| Versenyző    | Versenyszám            | 1. futam      | 1. futam      | 2. futam | 2. futam | Összesítés    | Összesítés    |
| Versenyző    | Versenyszám            | Idő           | Hely.         | Idő      | Hely.    | Idő           | Helyezés      |
| ------------ | ---------------------- | ------------- | ------------- | -------- | -------- | ------------- | ------------- |
| A. J. Bear   | Szuperóriás-műlesiklás |               |               |          |          | nem ért célba | nem ért célba |
| Craig Branch | Lesiklás               |               |               |          |          | 1:52,55       | 32.           |
| Jono Brauer  | Műlesiklás             | nem ért célba | nem ért célba | kiesett  | kiesett  | kiesett       | kiesett       |
| Bradley Wall | Óriás-műlesiklás       | nem ért célba | nem ért célba | kiesett  | kiesett  | kiesett       | kiesett       |

| Versenyző   | Versenyszám | Lesiklás      | Lesiklás      | Műlesiklás | Műlesiklás | Műlesiklás | Műlesiklás | Műlesiklás | Műlesiklás | Összesítés | Összesítés |
| Versenyző   | Versenyszám | Lesiklás      | Lesiklás      | 1. futam   | 1. futam   | 2. futam   | 2. futam   | Össz.      | Össz.      | Összesítés | Összesítés |
| Versenyző   | Versenyszám | Idő           | Hely.         | Idő        | Hely.      | Idő        | Hely.      | Idő        | Hely.      | Idő        | Helyezés   |
| ----------- | ----------- | ------------- | ------------- | ---------- | ---------- | ---------- | ---------- | ---------- | ---------- | ---------- | ---------- |
| Jono Brauer | Összetett   | nem ért célba | nem ért célba | kiesett    | kiesett    | kiesett    | kiesett    | kiesett    | kiesett    | kiesett    | kiesett    |

## Biatlon
Férfi
| Versenyző      | Versenyszám  | Lövőhiba    | Időeredmény | Helyezés |
| -------------- | ------------ | ----------- | ----------- | -------- |
| Cameron Morton | 10 km sprint | 4 (2+2)     | 32:07,4     | 80.      |
| Cameron Morton | 20 km egyéni | 7 (1+2+1+3) | 1:07:03,7   | 82.      |

## Bob
Férfi
| Versenyző                       | Versenyszám | 1. futam | 1. futam | 2. futam | 2. futam | 3. futam | 3. futam | 4. futam | 4. futam | Összesítés | Összesítés |
| Versenyző                       | Versenyszám | Idő      | Hely.    | Idő      | Hely.    | Idő      | Hely.    | Idő      | Hely.    | Idő        | Helyezés   |
| ------------------------------- | ----------- | -------- | -------- | -------- | -------- | -------- | -------- | -------- | -------- | ---------- | ---------- |
| Jeremy Rolleston Shane McKenzie | Kettes      | 56,77    | 23.      | 56,59    | 21.      | 57,22    | 22.      | kiesett  | kiesett  | 2:50,58    | 22.        |

Női
| Versenyző                        | Versenyszám | 1. futam | 1. futam | 2. futam | 2. futam | 3. futam | 3. futam | 4. futam | 4. futam | Összesítés | Összesítés |
| Versenyző                        | Versenyszám | Idő      | Hely.    | Idő      | Hely.    | Idő      | Hely.    | Idő      | Hely.    | Idő        | Helyezés   |
| -------------------------------- | ----------- | -------- | -------- | -------- | -------- | -------- | -------- | -------- | -------- | ---------- | ---------- |
| Astrid Loch-Wilkinson Kylie Reed | Kettes      | 58,53    | 14.      | 58,85    | 15.      | 59,00    | 14.      | 58,73    | 13.      | 3:55,11    | 14.        |

## Műkorcsolya
| Versenyző     | Versenyszám | Rövid program | Rövid program | Kűr     | Kűr     | Összesítés | Összesítés |
| Versenyző     | Versenyszám | Pont          | Hely.         | Pont    | Hely.   | Pont       | Helyezés   |
| ------------- | ----------- | ------------- | ------------- | ------- | ------- | ---------- | ---------- |
| Joanne Carter | Női egyéni  | 40,86         | 25.           | kiesett | kiesett | kiesett    | kiesett    |

## Rövidpályás gyorskorcsolya
Férfi
| Versenyző                                         | Versenyszám  | Előfutam | Előfutam | Negyeddöntő | Negyeddöntő | Elődöntő | Elődöntő | B döntő  | B döntő | Döntő   | Döntő   | Helyezés |
| Versenyző                                         | Versenyszám  | Idő      | Hely.    | Idő         | Hely.       | Idő      | Hely.    | Idő      | Hely.   | Idő     | Hely.   | Helyezés |
| ------------------------------------------------- | ------------ | -------- | -------- | ----------- | ----------- | -------- | -------- | -------- | ------- | ------- | ------- | -------- |
| Alex McEwan                                       | 500 m        | 45,173   | 4.       | kiesett     | kiesett     | kiesett  | kiesett  | kiesett  | kiesett | kiesett | kiesett | 22.      |
| Mark McNee                                        | 1000 m       | 1:30,033 | 4.       | kiesett     | kiesett     | kiesett  | kiesett  | kiesett  | kiesett | kiesett | kiesett | 20.      |
| Mark McNee                                        | 1500 m       | 2:29,356 | 4.       |             |             | kiesett  | kiesett  | kiesett  | kiesett | kiesett | kiesett | 20.      |
| Lachlan Hay Stephen Lee Mark McNee Elliot Shriane | 5000 m váltó |          |          |             |             | 7:03,356 | 4.       | 7:01,666 | 1.      |         |         | 6.       |

Női
| Versenyző      | Versenyszám | Előfutam | Előfutam | Negyeddöntő | Negyeddöntő | Elődöntő | Elődöntő | B döntő | B döntő | Döntő   | Döntő   | Helyezés |
| Versenyző      | Versenyszám | Idő      | Hely.    | Idő         | Hely.       | Idő      | Hely.    | Idő     | Hely.   | Idő     | Hely.   | Helyezés |
| -------------- | ----------- | -------- | -------- | ----------- | ----------- | -------- | -------- | ------- | ------- | ------- | ------- | -------- |
| Emily Rosemond | 1000 m      | 1:39,942 | 2.       | 1:37,627    | 3.          | kiesett  | kiesett  | kiesett | kiesett | kiesett | kiesett | 12.      |
| Emily Rosemond | 1500 m      | 2:40,171 | 5.       |             |             | kiesett  | kiesett  | kiesett | kiesett | kiesett | kiesett | 25.      |

## Síakrobatika
Ugrás
| Versenyző          | Versenyszám | Selejtező | Selejtező | Döntő   | Döntő    |
| Versenyző          | Versenyszám | Pont      | Helyezés  | Pont    | Helyezés |
| ------------------ | ----------- | --------- | --------- | ------- | -------- |
| Alisa Camplin      | Női         | 165,32    | 10.       | 191,39  |          |
| Jacqui Cooper      | Női         | 213,36    | 1.        | 152,69  | 8.       |
| Elizabeth Gardner  | Női         | 127,42    | 23.       | kiesett | kiesett  |
| Lydia Ierodiaconou | Női         | 155,45    | 14.       | kiesett | kiesett  |

Mogul
| Versenyző         | Versenyszám | Selejtező | Selejtező | Döntő   | Döntő    |
| Versenyző         | Versenyszám | Pont      | Helyezés  | Pont    | Helyezés |
| ----------------- | ----------- | --------- | --------- | ------- | -------- |
| Dale Begg-Smith   | Férfi       | 25,40     | 1.        | 26,77   |          |
| Jason Begg-Smith  | Férfi       | 20,22     | 29.       | kiesett | kiesett  |
| Nick Fisher       | Férfi       | 22,89     | 16.       | 23,39   | 12.      |
| Michael Robertson | Férfi       | 21,52     | 24.       | kiesett | kiesett  |
| Manuela Berchtold | Női         | 22,19     | 16.       | 22,21   | 14.      |

## Sífutás
Férfi
| Versenyző   | Versenyszám | Selejtező | Selejtező | Negyeddöntő | Negyeddöntő | Elődöntő | Elődöntő | B döntő | B döntő | Döntő   | Döntő    |
| Versenyző   | Versenyszám | Idő       | Hely.     | Idő         | Hely.       | Idő      | Hely.    | Idő     | Hely.   | Idő     | Helyezés |
| ----------- | ----------- | --------- | --------- | ----------- | ----------- | -------- | -------- | ------- | ------- | ------- | -------- |
| Paul Murray | Sprint      | 2:25,29   | 51.       | kiesett     | kiesett     | kiesett  | kiesett  | kiesett | kiesett | kiesett | 51.      |

Női
| Versenyző            | Versenyszám | Selejtező | Selejtező | Negyeddöntő | Negyeddöntő | Elődöntő | Elődöntő | B döntő | B döntő | Döntő   | Döntő    |
| Versenyző            | Versenyszám | Idő       | Hely.     | Idő         | Hely.       | Idő      | Hely.    | Idő     | Hely.   | Idő     | Helyezés |
| -------------------- | ----------- | --------- | --------- | ----------- | ----------- | -------- | -------- | ------- | ------- | ------- | -------- |
| Clare-Louise Brumley | 15 km       |           |           |             |             |          |          |         |         | 47:03,1 | 42.      |
| Esther Bottomley     | Sprint      | 2:23,55   | 52.       | kiesett     | kiesett     | kiesett  | kiesett  | kiesett | kiesett | kiesett | 52.      |

## Snowboard
Halfpipe
| Versenyző      | Versenyszám | 1. selejtező | 1. selejtező | 2. selejtező | 2. selejtező | Döntő      | Döntő      | Döntő   | Helyezés |
| Versenyző      | Versenyszám | Pont         | Hely.        | Pont         | Hely.        | 1. forduló | 2. forduló | Hely.   | Helyezés |
| -------------- | ----------- | ------------ | ------------ | ------------ | ------------ | ---------- | ---------- | ------- | -------- |
| Mitchell Allan | Férfi       | 28,8         | 19.          | 23,7         | 25.          | kiesett    | kiesett    | kiesett | 31.      |
| Andrew Burton  | Férfi       | 15,2         | 34.          | 21,8         | 26.          | kiesett    | kiesett    | kiesett | 32.      |
| Ben Mates      | Férfi       | 4,9          | 43.          | 5,0          | 36.          | kiesett    | kiesett    | kiesett | 42.      |
| Torah Bright   | Női         | 32,0         | 10.          | 43,1         | 1.           | 17,0       | 41,0       | 5.      | 5.       |
| Holly Crawford | Női         | 19,0         | 22.          | 29,9         | 12.          | kiesett    | kiesett    | kiesett | 18.      |

Parallel giant slalom
| Versenyző        | Versenyszám | Selejtező | Selejtező | Nyolcaddöntő                 | Negyeddöntő       | Elődöntő          | Döntő             | Helyezés |
| Versenyző        | Versenyszám | Idő       | Hely.     | Ellenfél Eredmény            | Ellenfél Eredmény | Ellenfél Eredmény | Ellenfél Eredmény | Helyezés |
| ---------------- | ----------- | --------- | --------- | ---------------------------- | ----------------- | ----------------- | ----------------- | -------- |
| Emanuel Oppliger | Férfi       | 1:12,11   | 15.       | Philipp Schoch (SUI) · +1,37 | kiesett           | kiesett           | kiesett           | 15.      |
| Johanna Shaw     | Női         | 1:38,86   | 29.       | kiesett                      | kiesett           | kiesett           | kiesett           | 29.      |

Snowboard cross
| Versenyző    | Versenyszám | Selejtező | Selejtező | Nyolcaddöntő | Negyeddöntő | Elődöntő | Döntő      | Helyezés |
| Versenyző    | Versenyszám | Idő       | Hely.     | Helyezés     | Helyezés    | Helyezés | Helyezés   | Helyezés |
| ------------ | ----------- | --------- | --------- | ------------ | ----------- | -------- | ---------- | -------- |
| Damon Hayler | Férfi       | 1:21,51   | 12.       | 1.           | 2.          | 3.       | B-döntő 3. | 7.       |
| Emily Thomas | Női         | 1:34,57   | 21.       |              | kiesett     | kiesett  | kiesett    | 21.      |

## Szánkó
| Versenyző            | Versenyszám | 1. futam | 1. futam | 2. futam | 2. futam | 3. futam | 3. futam | 4. futam | 4. futam | Összesítés | Összesítés |
| Versenyző            | Versenyszám | Idő      | Hely.    | Idő      | Hely.    | Idő      | Hely.    | Idő      | Hely.    | Idő        | Helyezés   |
| -------------------- | ----------- | -------- | -------- | -------- | -------- | -------- | -------- | -------- | -------- | ---------- | ---------- |
| Hannah Campbell-Pegg | Női egyes   | 49,577   | 24.      | 49,350   | 23.      | 49,574   | 22.      | 49,038   | 22.      | 3:17,539   | 23.        |

## Szkeleton
| Versenyző       | Versenyszám | 1. futam | 1. futam | 2. futam | 2. futam | Összesítés | Összesítés |
| Versenyző       | Versenyszám | Idő      | Hely.    | Idő      | Hely.    | Idő        | Helyezés   |
| --------------- | ----------- | -------- | -------- | -------- | -------- | ---------- | ---------- |
| Shaun Boyle     | Férfi       | 1:00,13  | 23.      | 1:00,00  | 21.*     | 2:00,13    | 22.        |
| Michelle Steele | Női         | 1:01,26  | 12.*     | 1:02,21  | 14.      | 2:03,47    | 13.        |

* - egy másik versenyzővel azonos eredményt ért el